# Ketonemia
Ketonemia – medyczne określenie podwyższonego poziomu ciał ketonowych (gł. beta-hydroksymaślanu i acetooctanu – z tego powodu zwana jest też acetonemią) w surowicy krwi.
W przypadku, gdy poziom ciał ketonowych powoduje rozwój kwasicy ketonowej, która jest często mylona z ketozą. Do sytuacji tej dochodzi najczęściej w przypadku zdekompensowanej cukrzycy i jest ona uważana za jedno z jej ostrych powikłań zależnych od niedoboru insuliny.
Ciała ketonowe wydalane są przez nerki i stan, w którym pojawiają się w moczu, nazywany jest ketonurią. Innym sposobem usuwania ich z organizmu jest wydalanie wraz z wydychanym powietrzem (acetooctan w połączeniu z tlenem atmosferycznym tworzy aceton, którego zapach jest wyczuwalny u chorych w wydychanym powietrzu i wydalanym moczu).

Przeczytaj ostrzeżenie dotyczące informacji medycznych i pokrewnych zamieszczonych w Wikipedii.